# کیوان (خواننده)

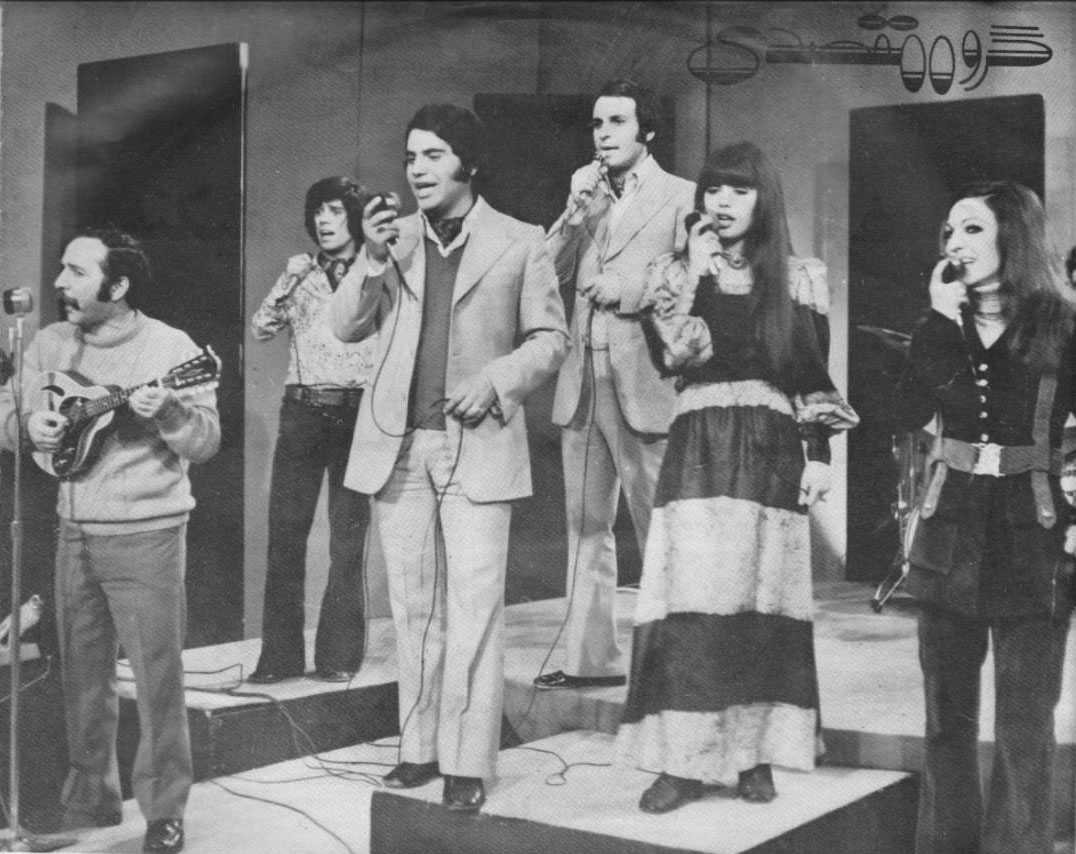
کیوان نفر سوم از سمت چپ (گروه مقصدی)

ناصر ابراهیم‌نژاد با نام هنری کیوان (متولد ۱۳۲۹ در تهران) از خوانندگان سبک پاپ اهل ایران است که در دهه ۱۳۵۰ فعالیت می‌کرد.
وی به اتفاق داریوش، افشین، نلی، آلیس، اونیک و ناصر صبوری گروه موسیقی «شش و هشت» را تشکیل دادند. اوایل دهه ۱۳۵۰ وی به همراه داریوش اقبالی و افشین مقدم یک گروه موسیقی تشکیل داده بودند.
کیوان در سال ۱۳۵۰ با نادیا، هنرمندی که در فیلم‌ها و کاباره‌ها می‌رقصید ازدواج کرد. این زوج در سال ۱۳۵۲ صاحب فرزند پسری شدند و بزودی از همدیگر جدا شدند. وی در تهران سکونت و به شغل آزاد اشتغال دارد. پسر و همسر سابقش در آلمان زندگی می‌کنند.
به دنبال پخش شدن ویدیوی صادق بوقی و آهنگ " یه روزی تنگ غروب آسمون " نام کیوان دوباره بر زبان‌ها افتاد و مردم علاقه‌مند به شنیدن دوباره این ترانه شدند. این آهنگ در سال ۱۳۵۱ منتشر شد.

## ترانه‌شناسی
| نام ترانه               | ترانه‌سرا       | آهنگساز        | تنظیم       | سال  | توضیحات                        |
| ----------------------- | -------------- | -------------- | ----------- | ---- | ------------------------------ |
| گل افشین                | امیر خسته      | سیاوش قمیشی    | ناصر چشم‌آذر |      | روی ملودی زمستون               |
| به امیدت می‌مونم         | جهانبخش پازوکی | جهانبخش پازوکی | ناصر چشم‌آذر |      |                                |
| یه روزی تنگ غروب آسمون  | کیوان          | کیوان          | پرویز مقصدی | ۱۳۵۱ |                                |
| شیطنت                   | رضا شمسا       | پرویز مقصدی    | پرویز مقصدی | ۱۳۵۱ | هم‌خوانی با داریوش و افشین مقدم |
| غم عشقت منو داغون می‌کنه | مینا اسدی      | پرویز مقصدی    | پرویز مقصدی | ۱۳۵۱ | هم‌خوانی با داریوش و افشین مقدم |
| می‌ترسم                  |                |                |             |      | هم‌خوانی با داریوش و افشین مقدم |
| منو تو از یاد می‌بری     |                |                |             |      |                                |
| می‌رم از شهر تو          |                |                |             |      |                                |
| والا حقیقت داره         |                |                |             | ۱۳۵۱ |                                |

## کارنامه هنری
آهنگ یه روزی تنگ غروب آسمون که برای اولین بار در سال ۱۳۵۱ منتشر شد.